# Elliði (berg)
Elliði är ett berg i republiken Island. Det ligger i regionen Norðurland vestra, 220 km nordost om huvudstaden Reykjavík. Toppen på Elliði är 892 meter över havet.
Trakten runt Elliði är nära nog obefolkad, med mindre än två invånare per kvadratkilometer. Trakten runt Elliði består i huvudsak av gräsmarker.